# Ellenismo (religione moderna)

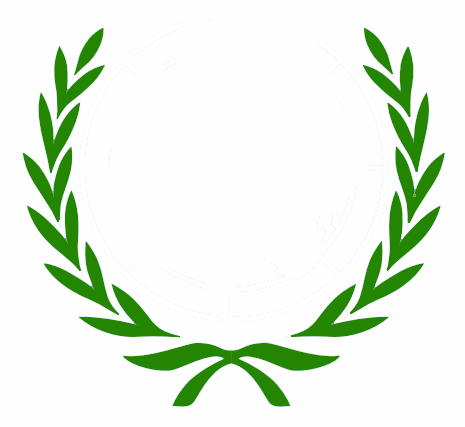
Uno dei simboli dell'ellenismo

L'Hellenismo, o Ellenismo (in greco Ἑλληνισμός?), conosciuto anche come Religione Etnica Ellenica (Ἑλληνικὴ ἐθνική θρησκεία), Politeismo Ellenico, Dodecateismo (Δωδεκαθεϊσμός), od Olimpianesimo (Ὀλυμπιανισμός), è un movimento religioso detto "neopagano" (anche se i praticanti stessi rifiutano questa parola per descriversi) che rivivifica l'antica religione greca, che fu poi abolita, resa illegale e perseguita dall'imperatore romano Teodosio I tramite una serie di decreti, tra il 391 e il 392.
Il movimento è relativamente unificato e tendente all'approccio ricostruzionistico; l'ellenismo ha contribuito infatti all'emersione del fenomeno neoellenico, che tenta di ricostruire la cultura greca in tutta la sua weltanschauung, non solo religiosa ma anche sociale. Sono presenti inoltre gruppi ellenisti eclettici o non neoellenici, concentrati principalmente negli Stati Uniti d'America.
Gli aderenti all'ellenismo sono in numero crescente. Fonti interne al movimento indicano 400.000 ellenisti nel mondo; altre stime collocano il numero degli ellenisti nella sola Grecia tra i 100.000 e i 200.000 aderenti, e quello degli iscritti alle istituzioni intorno alle 2000 unità. Il governo degli Stati Uniti indicava invece nel 2006 la cifra molto minore di 2000 aderenti in senso generale.

## Sviluppo
La religione della Grecia antica era una volta praticata nelle aree bagnate dal mar Egeo, e continuava le tradizioni della precedente civiltà micenea della tarda Età del bronzo. Nel IV secolo a.C. evolse nella religione ellenica, e si diffuse ampiamente in tutto il bacino del Mediterraneo. La spiritualità greca si espanse in Ionia, in Asia Minore, in tutta la Magna Grecia meridionale — dove influenzò profondamente la religiosità italica —, e in colonie greche quali Marsiglia. La fine del culto greco fu sancita nel 393 con la proibizione di tutte le religioni pagane e l'ascesa del cristianesimo a religione di Stato. I convertiti all'ellenismo vedono questa rinascita come un'espressione del proprio patrimonio culturale, in opposizione alla Chiesa ortodossa greca, istituzione religiosa dominante.
Nell'evoluzione del fenomeno sono emerse differenze tra i vari gruppi ellenisti, in particolare tra la frangia ricostruzionistica e quella eclettica. L'YSEE e il Dodekatheon, entrambe presenti in Grecia ed entrambe ricostruzionistiche e neoelleniche, utilizzano parole come "tradizionale" o "etnico" per riferirsi all'ellenismo (l'YSEE è anche un membro fondatore del congresso mondiale delle religioni etniche). Il senso di queste definizioni non è, nella maggior parte dei casi, geneticistico, quanto legato al neoellenismo. Le organizzazioni neoelleniche non escludono chi non sia etnicamente greco, ma enfatizzano la necessità di abbracciare non solo la religione ellenica, ma anche la cultura greca.
Parecchie organizzazioni e comunità sono state fondate anche negli Stati Uniti. La maggior parte di queste non sono ricostruzionistiche, non aderiscono al movimento neoellenico, ma sono spesso eclettiche. Al di fuori della Grecia e degli Stati Uniti, comunità elleniste sono presenti nel Regno Unito, in Francia, in Belgio e in Austria.
Andrew Campbell, autore statunitense e ellenista, nel suo libro Old Stones, New Temples rintraccia nell'emersione del ricostruzionismo una tendenza dovuta all'insoddisfazione data dalla Wicca, che secondo Campbell sarebbe eccessivamente eclettica e mancante di basi culturali. Un sondaggio svolto nel 2004 da Sarah Winter su 94 ellenisti statunitensi ha evidenziato come il 64% di questi considerassero di primaria importanza la metodologia ricostruzionistica, contro un 36% di non ricostruzionisti.

### Nomenclatura
L'istituzione greca chiamata YSEE (Υπατό Συμβούλιο των Ελληνών Εθνικών, o per esteso Consiglio supremo degli ellenici gentili) e l'Hellenion statunitense, per indicare la religione utilizzano la denominazione "ellenismo" (in greco Ἑλληνισμός, Hellenismos) o "tradizione ellenica etnica politeistica", e si riferiscono agli aderenti con il termine "ellenici" o "ellenici gentili" (in lingua greca ethnikoi hellenes; dove "gentili" sta per "pagani"). Queste associazioni, definendosi "elleniche", inseriscono l'ellenismo in un progetto di ricostruzione più ampio (il neoellenismo), ovvero esteso all'intera cultura greca.
L'utilizzo del lemma "ellenismo" per indicare la religione greca nacque con l'imperatore Giuliano e il suo tentativo di riformare e sistematizzare il paganesimo. Fu reso popolare dallo scrittore Andrew Campbell attraverso la pubblicazione del suo Old Stones, New Temples. Un'altra organizzazione sempre istituita in Grecia, il Dodekatheon (in alfabeto greco Δωδεκαθέων), utilizza l'espressione semplice di "religione greca" (in greco elliniki threskia). La Societas Hellenica Antiquariorum o Helliniki Hetaireia Archaiophilon utilizza la frase "religione tradizionale ellenica del Dodekatheon", mentre l'organizzazione statunitense chiamata Elaion utilizza il nome "dodecateismo", esprimendo il proprio obiettivo di reinstaurare la sola religione greca, non inserendosi così tra le organizzazioni neoelleniche.
Il termine "neopaganesimo ellenico" è utilizzato frequentemente nella mailing list HellenicPagan, anche se l'uso del termine "pagani" è contestato dal Consiglio supremo degli ellenici gentili in quanto in passato utilizzato dai cristiani come insulto. I nomi "neopaganesimo greco-romano", "neopaganesimo classico" o Olimpianesimo sono invece utilizzati per indicare quei gruppi che operano un sincretismo di elementi traendoli dall'ellenismo e dalla Via romana agli dei. Solo l'Elaion rende chiaramente il fatto che il dodecateismo e il neoellenismo siano due cose diverse; il primo la ricostruzione della sola religione greca, il secondo la ricostruzione dell'intera cultura greca, nella sua religiosità, società e visione del mondo.

## Dottrina
Gli ellenisti adorano i dodici Olimpi ed in generale le varie divinità del pantheon ellenico, divinità della natura e della protezione. I dodici Dèi prendono tale nome in quanto, secondo la mitologia greca, vivrebbero sul monte Olimpo; alcuni tra gli ellenisti moderni operano una netta distinzione tra la mitologia e la teologia.
L'ellenismo è una religione innanzitutto votiva e devozionale, il cui culto si basa sull'offerta alle divinità per ottenerne la tutela e la benedizione. La devozione nei confronti dei propri Dèi è strettamente correlata al precetto etico dell'eusebeia. La pratica non è gestita da una Chiesa centrale ma tende ad essere abbastanza unificata nelle sue varie espressioni, gestite dalle altrettanto varie organizzazioni elleniste. Questa suddivisione organizzativa fa sì che non esista un clero centrale, ma che ogni organizzazione gestisca i propri seminari per l'istituzione di un proprio apparato sacerdotale attraverso cui regolare i rituali e le cerimonie.
Esistono anche persone che, come accade anche per le altre religioni del movimento neopagano, praticano in solitaria senza entrare a far parte di alcuna istituzione. L'esperienza personale è generalmente accettata dalle comunità elleniste e prende il nome di gnosi personale non verificata, termine in uso anche presso altre organizzazioni neopagane, etene in particolare. I rituali delle maggiori organizzazioni sono molto simili, se non gli stessi, la maggior parte degli ellenisti è infatti ricostruzionista Secondo l'Ysee, la spiritualità ellenista è caratterizzata dall'assenza di una struttura dogmatica, di regole assolute e di testi sacri considerati di ispirazione divina. Al contrario l'ellenismo considera degni di riverenza e utili per il discorso teologico molti testi estrapolati dalla tradizione classica.

### Teologia
La religione greca antica era una religione spiccatamente politeistica, in cui le divinità venivano interpretate come incarnanti i principi della natura, che di fatto veniva sacralizzata. La Teogonia di Esiodo fornisce un mito di creazione politeistico. In epoca più tarda non mancarono tentativi di sistematizzazione della teologia secondo sistemi panteistici e monistici. Esempio di queste tendenze furono il neoplatonismo e la stessa religione che Giuliano tentò di istituzionalizzare.
Il moderno ellenismo, essendo innanzitutto ricostruzionistico, si basa ostensivamente sulla concezione antica. È in primo luogo una religione politeistica e panteistica, e le divinità sono concepite come essenze spirituali che governano le espressioni della natura ai suoi livelli più elementali, le manifestazioni della vita e del cosmo. Questa è la tendenza maggioritaria, sebbene esistano gruppi che enfatizzano maggiormente una direzione monistica, vedendo le divinità come i tanti aspetti o rappresentazioni umane di un principio spirituale unitario ancestrale, l'Uno.
Un filo conduttore che lega tutte le concezioni teologiche dei gruppi ellenisti è la cosmoteasi (dal greco cosmotheasis, letteralmente "visione dell'universo"). Questa idea identifica il cosmo con l'Uno stesso, e lo concepisce come sistematizzato dall'armonia dell'essenza stessa che costituisce tutte le cose, e fluisce attraverso tutte le cose. La rappresentazione iconografica delle divinità è necessaria per fornire all'uomo conforto visivo e sensibile. Le divinità vanno tuttavia al di là della rappresentazione iconografica; sono infatti essenze, senza una forma, senza un corpo fisico, senza un genere sessuale e senza un carattere inteso nel senso umano del termine. Gli Dèi vengono definiti come delle forze o delle intelligenze impersonali che si manifestano attraverso le regole di armonia su cui si basa il mondo naturale.
Secondo la teologia ellenica l'essenza universale è portata ad organizzarsi secondo una logica, nel suo costituire i mondi. Questa logica è chiamata ananke. Gli Dèi si può dire che partecipino dunque all'eterna creazione, cioè al continuo processo di evoluzione e fruizione cui sono soggette tutte le cose che esistono. La creazione non è un evento concluso, ma è eterno in quanto consiste nel perenne susseguirsi dei processi ciclici della vita e della morte, su cui si basa anche la reincarnazione, che è l'idea escatologica più comune tra i ellenisti.

### Etica
La religione ellenica non possiede dei dogmi, ovvero delle presunte verità assolute rivelate, ma al contrario favorisce l'idea che l'uomo debba giungere egli stesso alla comprensione del cosmo attraverso il rispetto per la vita, per la natura e per l'intera esistenza.
Il mondo che circonda gli esseri umani è manifestazione dell'Uno. La natura risulta pertanto il veicolo attraverso cui l'essere umano può superare il Velo di Maya generato dai sensi fisici. La ritualistica e la pratica religiosa servono all'uomo per mantenere il proprio equilibrio di contatto con il mondo naturale, e quindi con il mondo delle divinità. La loro funzione è dunque principalmente meditativa. La natura è sacralizzata e come tale va grandemente riverita e rispettata. I dodecateici, come altri neopagani, sono spesso impegnati in cause ambientalistiche. I precetti principali che fanno propriamente parte della dottrina dodecateica sono quelli contenuti nelle Massime delfiche, ossia la reciprocità, l'ospitalità (Xenia) e il rispetto, accompagnati dall'autocontrollo e dalla conoscenza di se stessi. Questi valori aiutano l'essere umano a condurre una vita serena e basata sul rispetto nei confronti del prossimo.
La vita di ogni dodecateico si fonda sulla condivisione dei beni, delle ricchezze e delle qualità. Un altro precetto importante della dottrina etica del dodecateismo è l'eusebeia, cioè la devozione nei confronti delle divinità. Questo concetto si ricollega fortemente al rispetto per la natura in quanto le divinità stesse vengono identificate con essa. La felicità dell'uomo dipende dal suo ruolo nel mondo e dal suo approccio con il mondo stesso. Se l'uomo rispetta e riverisce le divinità (il mondo naturale), contribuisce alla conservazione dell'equilibrio della natura, della società e di se stesso.

## Controversie
I moderni aderenti al dodecateismo sono stati spesso vittima di discriminazioni, in particolare da parte della Chiesa ortodossa greca. Nel 2004, in Grecia, sono sorte delle dispute che hanno mobilitato alcune comunità dodecateiche. Il professor Giorgos Dontas, presidente della Società archeologica di Atene ha espresso pubblicamente indignazione per i danni inferti a siti nei pressi del Partenone e dell'Acropoli a causa della preparazione delle Olimpiadi. Poco tempo prima dell'inizio dei giochi la giornalista Rhema Ellis preparò un servizio riguardante la rinascita che stava interessando l'antica religione greca. Nel documentario discusse delle violenze che avevano colpito le comunità neopagane, tra cui l'incendio di una libreria di Atene che rilasciava pubblicazioni per promuovere il restauro del dodecateismo.
Sempre nel periodo dei giochi olimpici un'associazione contestò l'utilizzo commerciale di Atena e Febo come mascotte ufficiali delle Olimpiadi del 2004 svoltesi proprio ad Atene. L'organizzazione riteneva che la rappresentazione caricaturale delle divinità potesse recare offesa alle comunità dodecateiche e fosse irrispettosa nei confronti della cultura. Avvenimenti più recenti hanno invece interessato l'associazione Ellinais, la quale sta promuovendo iniziative per combattere la discriminazione e riuscire a legalizzare il culto dodecateico. Nel 2006 le comunità ateniesi dell'Ellinais vinsero una battaglia legale per l'utilizzo degli antichi siti sacri — oggi patrimoni archeologici — e degli uffici centrali dell'associazione come luoghi di culto dove praticare i rituali.
Il 22 gennaio 2007 è stato tenuto un rituale presso il tempio di Zeus Olimpio ad Atene; negli stessi giorni Efstathios Kollas, presidente dell'associazione dei sacerdoti cristiani ortodossi greci ha definito i dodecateici un pugno di miserabili, riesumatori di una religione morta e degenerata che desiderano ritornare alle mostruose e oscure illusioni del passato, mentre Doreta Peppa, alta sacerdotessa dell'Ellinais, ribatté anche in questa circostanza la legittimità della religione dodecateica, spazzata via dalla violenza del cristianesimo e oggi, in nome della libertà religiosa, praticabile nuovamente.